# دونالد د. إيفانز
دونالد د. إيفانز هو فيلسوف كندي، ولد في 21 سبتمبر 1927، وتوفي في 5 يناير 2018.